# 利瓦河 (諾加特河支流)
53°54′50″N 18°53′04″E / 53.91389°N 18.88444°E

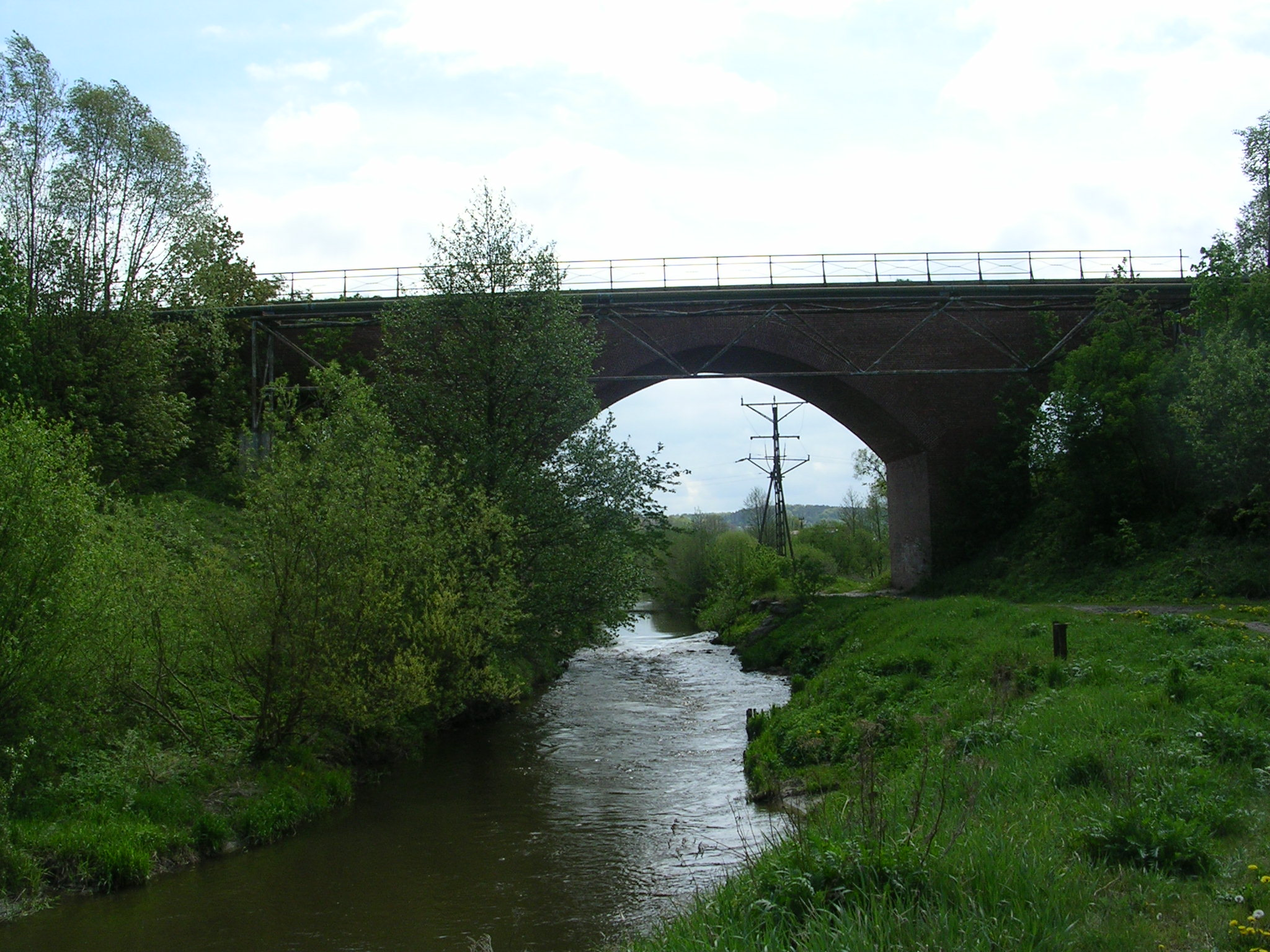

利瓦河是波蘭的河流，位於該國北部，屬於諾加特河的右支流，河道全長111公里，流域面積991平方公里，上游建有多座水力發電站。